# Ryan's Fancy
I Ryan's Fancy sono stati un gruppo musicale irlandese attivo dal 1969 al 1983, i cui membri erano tutti immigrati irlandesi in Canada.

## I primi anni[1]
I tre membri, Denis Ryan (voce, violino e tin whistle), Fergus O'Byrne (voce, banjo, concertina e bodhrán) e Dermot O'Reilly (voce, chitarra e mandolino) erano precedentemente membri dei Sons of Erin. La formazione originale di quest'ultimo complesso vedeva la presenza di O'Reilly e O'Byrne insieme a Gary Kavanagh e Ralph O'Brien. Quando la band si sciolse, O'Reilly, O'Byrne e Kavanagh continuarono a esibirsi con il nome di O'Reilly's Men, poi di Sullivan's Gypsies. Nel frattempo, i The Sons of Erin si riformarono includendo, oltre a altri artisti come Johnnie Lynn e Little John Cameron, anche Denis Ryan. Nel 1971, quando Ryan lasciò il gruppo e i Sullivan's Gypsies si sciolsero, si formò il trio Ryan's Fancy.

## Dal 1971 al 1983
Nel 1971 il trio si trasferì a Saint John's, Terranova (Canada) per frequentare la Memorial University of Newfoundland. Dopo essersi esibiti inizialmente in luoghi di ritrovo locali, iniziarono a registrare e comparire in diversi speciali televisivi sulla CBC, viaggiando e approfondendo cultura e tradizioni di diverse realtà locali delle province marittime del canada orientale. Crearono la serie Ryan's Fancy (nel 1972, 1978 e 1981) e parteciparono a Tommy Makem e and Ryan's Fancy (con Tommy Makem, dal luglio al settembre del 1974). Parteciparono al film prodotto dalla CBC Pirate's Gold (1980). In quel periodo entrò a far parte del gruppo il fisarmonicista James Keane, originario di Dublino. Poco dopo che Keane ebbe lasciato il gruppo, il trio si sciolse.

## Dallo scioglimento ad oggi
Il gruppo si sciolse nel 1983. Denis Ryan si trasferì ad Halifax, in Nuova Scozia, dove iniziò l'attività di imprenditore e investitore. Fergus O'Byrne e Dermot O'Reilly rimasero invece stabilmente a Saint John's. O'Byrne terminò gli studi in scienze dell'educazione e iniziò una carriera come artista e insegnante; O'Reilly aprì uno studio di produzione video e musicale, il Piperstock Productions.
Dermot O'Reilly morì all'età di 64 anni, il 17 febbraio 2007, a causa di un attacco di cuore.

## Discografia[4]
- 1971 - Curraghs, Minstrels, Rocks and Whiskey
- 1971 - An Irish Night At The Black Knight Lounge
- 1971 - Dark Island
- 1972 - Looking Back
- 1973 - Newfoundland Drinking Songs
- 1973 - Times to Remember
- 1975 - Ryan's Fancy Live
- 1977 - Brand New Songs
- 1979 - A Time With Ryan's Fancy
- 1980 - Sea People (ripubblicazione di Brand New Songs)
- 1981 - Dance Around This One
- 1982 - RTÉ's Festival Folk - Volume One (partecipazione)
- 1982 - Irish Love Songs
- 2001 - Songs From the Shows
- 2011 - What a Time! A Forty Year Celebration